# フェラーリ・スーパーアメリカ

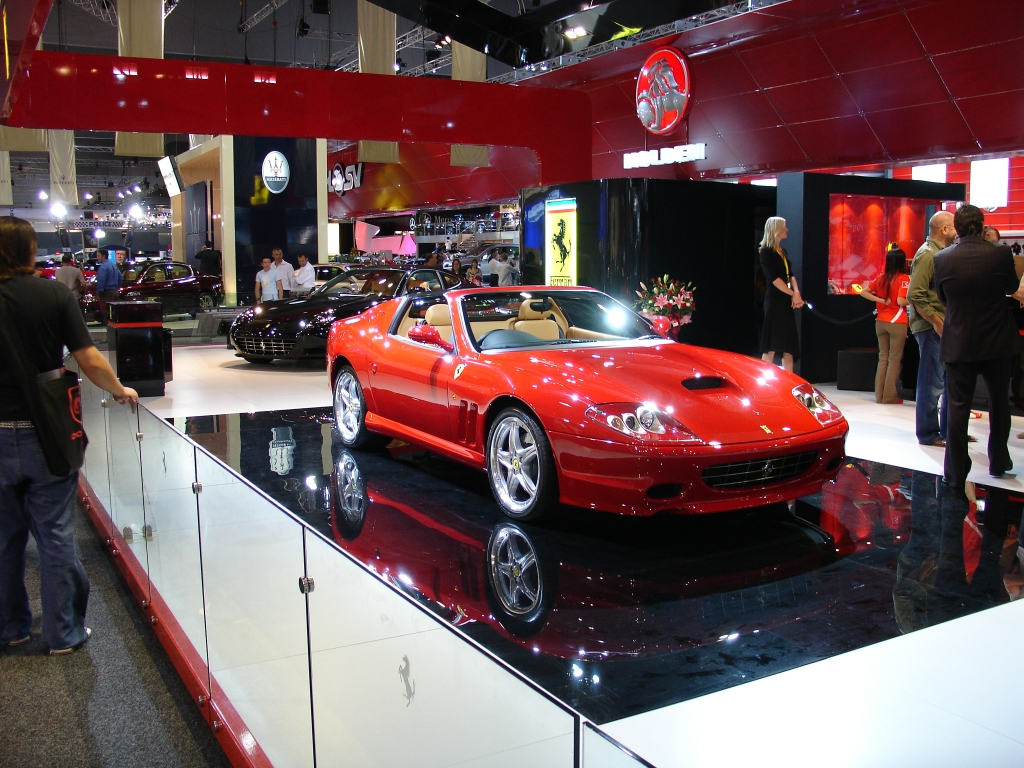
スーパーアメリカ

フェラーリ・スーパーアメリカは、イタリアの自動車メーカーフェラーリが製造していたオープンタイプの高級車である。
575Mの生産終了後、そのパッケージをさらにチューンアップし、ウィンドウと一体化したルーフが開閉する、いわゆるタルガトップと組み合わせたのがスーパーアメリカである。
世界限定559台で販売され、日本には20台が割り当てられた。

## 歴史

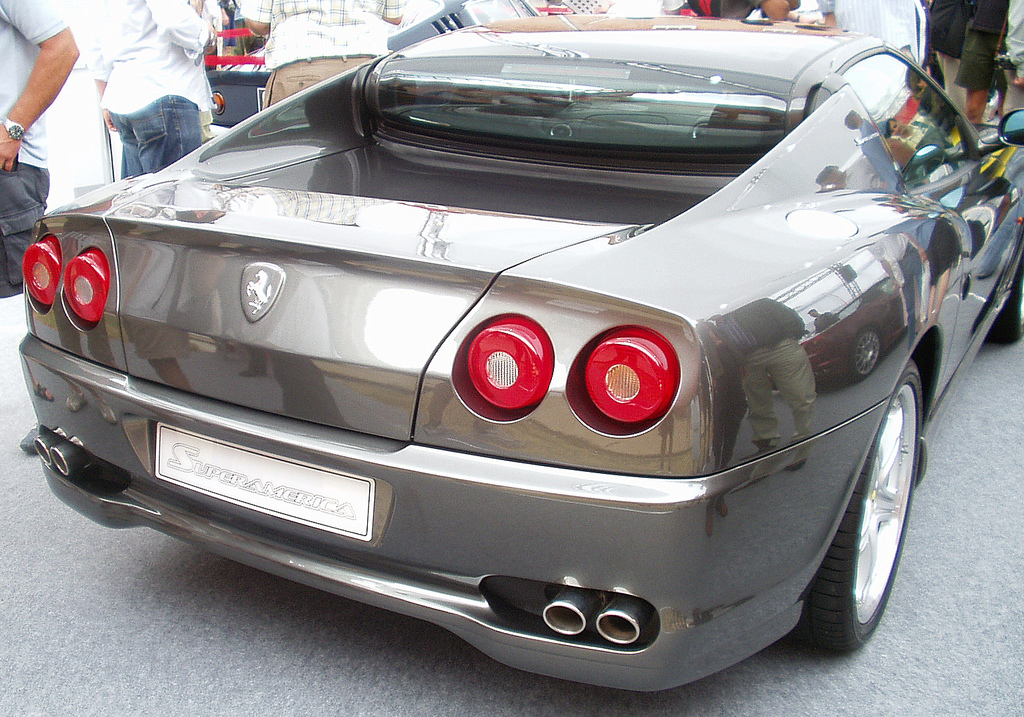
スーパーアメリカ

### 初代（2005年-2006年）
2005年のロサンゼルスモーターショーで発表。同年から日本でも発売された。
2006年、生産終了。

#### 特徴・機構
- 日本での価格は3024万円（MT車）、3139万円（F1マチック車）であり、左ハンドルのみの展開である。
- エンジンは575Mの5.7L V12エンジン（F133E）を改良したものであり、575M比では25psの出力アップを達成している。
- トランスミッションは575M同様、従来の6速MTと6速セミAT（F1マチック）を用意している。F1マチック搭載車はステアリングのパドルで変速を行う。ただし、575MのようにF1マチック搭載車のモデル名に「F1」は付かない。
- ルーフはガラス製で、回転しながら格納される。

#### 主なモデル
- スーパーアメリカ（2005年-2006年）
5.7L V型12気筒DOHCエンジン（540ps/60.0kgm）、6速MTまたは6速セミAT、駆動方式はFR。